# Glipa siamemsis
Glipa siamemsis là một loài bọ cánh cứng trong họ Mordellidae. Loài này được Píc miêu tả khoa học năm 1923.